# Château de Saint-André (Briord)
Pour les articles homonymes, voir Château de Saint-André.
Le château de Saint-André est un ancien château fort du XIIIe siècle, centre de la seigneurie puis du marquisat de Saint-André, dont les ruines se dressent sur la commune de Briord dans le département de l'Ain en région Auvergne-Rhône-Alpes.
Les inscriptions mérovingiennes du château font l’objet d’une inscription au titre des monuments historiques par la liste de 1862.

## Localisation
Les vestiges du château de Saint-André sont situés dans le département français de l'Ain à 2 km au sud-sud-est de la commune de Briord, sur une hauteur, à la pointe d'un rocher, à 3 kilomètres au sud-ouest par la route départementale 79a en direction de Vérizieu. L'accès au château se fait après le carrefour avec la route départementale 19, par un chemin qui s'embranche au sud vers Flévieu.

## Historique
Cette très ancienne seigneurie avec château fort est à l'origine la possession des gentilshommes du nom et armes de Briord. De cette famille étaient Girard et Silvius de Briord, vivant au XIe siècle, Girard de Briord, qui se croisa en 1112, Boson et Guillaume, bienfaiteurs de Portes, en 1115.
Leurs descendants conservèrent le château de Saint-André jusqu'en 1257, époque où Amblard (ou Albert) et Soffrey de Briord, son frère, recourent au comte Amédée de Savoie, sur lequel il est conquis par le dauphin de Viennois. Le dimanche, dernier jour de février 1287, dans la maison des frères prêcheurs de Lyon, un traité est signé entre le comte de Savoie et le dauphin de Viennois par lequel ce dernier s'engage à rendre le château de Briord, qu'ils avaient vendu au comte de Savoie, aux deux frères avec la justice et toutes ces appartenances et tout ce qu'il leur avait pris. Le Dauphin remet alors la seigneurie et le château de Saint-Jean-de-Bournay entre les mains d'Humbert de Seyssel, chevalier, seigneur d'Aix, pour en jouir, jusqu'à la restitution du château de Briord. Sont présents à ce traité : Nicolas Ier de Bersatoribus, évêque d'Aoste ; Geoffroy de Clermont, doyen de Vienne ; Nicolas de Billens ; Bienvenue de Compeys ; Guy de Morestel et Hugues Isard, chevaliers. Ce traité ne fut jamais exécuté car les dauphins le conservèrent uni à leur domaine jusqu'au 23 avril 1343, époque où le dauphin Humbert II le cède, avec toutes ses autres terres, à la couronne de France.
Au nom du roi Philippe de Valois, le château, la seigneurie et la châtellenie de Briord sont remis en 1343 à Humbert de Chapponay, chevalier.
Par le traité d'échange du 5 janvier 1355, le roi Jean et son fils Charles le remettent à Amédée V, comte de Savoie. Par lettres du 18 février 1385, datées de Ripaille, le comte Amédée VI inféode la terre et seigneurie en toute justice, haute, moyenne et basse, avec toutes ses dépendances, à son écuyer Guy de Groslée chevalier, à la réserve de la supériorité et du ressort et de l'usage du château.
Il en reçoit une nouvelle inféodation, datée aussi de Ripaille le 3 mars 1389 et le 18 août suivant, de Bonne de Bourbon, mère et tutrice du jeune comte Amédée VII. Le 18 août suivant, Antoine de Briord, chevalier, seigneur de la Serra vend à Guy de Groslée, une tour située dans l'enceinte du château, dite de Briord.
La seigneurie de Saint-André resta dans la famille de Groslée jusqu'à Marguerite, dame de Saint-André de Briord, fille de Pierre de Groslée, mort en 1454, laquelle la porte en dot à Philibert de Viry, chevalier, seigneur d'Allemogne (Thoiry[Lequel ?]) et du Rosey, père de Guillemette de Viry, mariée à Aynard de Rivoire, seigneur de Pressins, qui cède ses droits, par contrat du 7 mars 1491, à Louis de Viry, son cousin, légataire de son père, qui devint ainsi seigneur de Saint-André de Briord.
Antoinette Maréchal, veuve de Louis de Viry, reçoit la terre de Saint-André pour ses reprises dotales et la vend, le 18 juillet 1539, à Sébastien de Montbel, comte d'Entremont et de Montbel, chevalier du grand ordre de Savoie. Par titre du 31 janvier 1575, il en acquiert des droits des seigneurs du Tiret (Ambérieu-en-Bugey) et de Versey, issu d'une fille de Groslée, ainsi que des seigneurs de Cordon et d'Évieu (Saint-Benoît) et du frère Claude de Chandieu, chanoine claustral de Saint-Antoine de Viennois.
Jacqueline de Montbel d'Entremont, comtesse d'Entremont et de Montbel, demoiselle d'honneur de la princesse Marguerite de France et fille unique de Sébastien de Montbel, en obtint l'érection avec la baronnie du Montelier en Bresse en marquisat avec le premier et le second degré de juridiction, à la réserve seule la souveraineté et du ressort, le 1er avril 1589, du duc Charles-Emmanuel de Savoie, par lettres datées à Turin, et la porte en mariage en 1571 à Gaspard II de Coligny, amiral de France, chef des protestants, qui fut assassiné lors du Massacre de la Saint-Barthélemy, le 23 août 1572, à Paris. La veuve de l'amiral vint se réfugier au château de Saint-André en 1572 et y donne naissance à une fille, à qui elle transmet la terre de Saint-André, Béatrix de Coligny, née le 21 décembre 1572 à Briord, dame d'honneur de Catherine-Michelle d'Autriche, mariée le 30 novembre 1600 au baron de Meuillon et de Montauban, grand chambellan de Savoie, dont les enfants prirent le nom de Montbel d'Entremont. Son fils ainé, François Virgine, comte d'Entremont et de Montbel, relâche la terre à ses frères, l'abbé d'Entremont, le baron de Nattage et le seigneur de Saint-Mauris.
Elie-Louis de Montbel d'Entremont la légue à sa nièce, Marie-Charlotte de Romilley de la Chesnelaye, épouse de Guillaume-François-Antoine de l'Hospital, marquis de Mesme, qui en reprend le fief en 1695 et la vend, le 16 septembre 1696, à Claude, marquis d'Haraucourt, baron de Charanson et de Saint-Marcel, dont la postérité en jouissait encore lors de la convocation des États Généraux.

## Description
Il ne reste plus que des ruines du château de Saint-André-de-Briord, qui fut ruiné à la fin du XVIe siècle par les troupes de Biron, lors de la conquête de la Bresse et du Bugey.